# Gunnarsö
Gunnarsö är en klippö i Östersjön ca 3 km sydost om Oskarshamns tätort. Gunnarsö är nära förbunden med fastlandet via en mindre bro. Ön utgör en del av anläggningen Gunnarsö Semesterby (tidigare Gunnarsö camping).

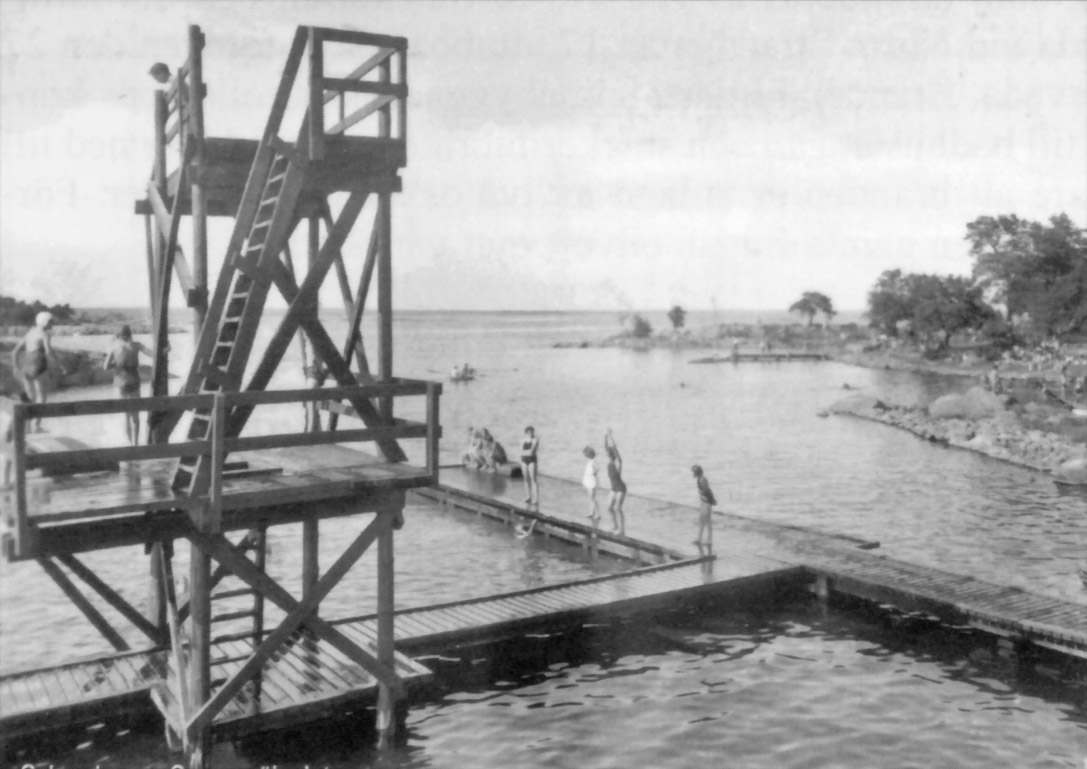
Gunnarsö från äldre tider.

## Historik
I Oskarshamns stadsfullmäktige lades den 13 mars 1928 fram en motion om att anlägga ett friluftsbad i staden. I samband med att Amerikavägen byggdes fick Gunnarsö vägförbindelser år 1932 och ön blev genast en välbesökt badplats. Det första hopptornet i trä uppfördes 1937 medan den ursprungliga serveringsbyggnaden stod färdig 1952.

## Gunnarsö semesterby
Idag är Gunnarsö Semesterby en förhållandevis stor anläggning för bad och camping. Där finns 160 campingplatser och ett 70-tal stugor i havsnära läge. Vidare finns restaurang, butik, äventyrsgolf, båt- cykel- och kanotuthyrning. Passagerarbåtar stannar även vid Gunnarsö för att ta upp passagerare till turer i Oskarshamns skärgård.
Från och med 2012 driver företaget First Camp AB Gunnarsö Semesterby.